# Oldenlandia nematocaulis
Oldenlandia nematocaulis är en måreväxtart som beskrevs av Cornelis Eliza Bertus Bremekamp. Oldenlandia nematocaulis ingår i släktet Oldenlandia och familjen måreväxter.

## Underarter
Arten delas in i följande underarter:
- O. n. nematocaulis
- O. n. pedicellata